# Dominique de Buman
Dominique de Buman, né le 28 avril 1956 à Fribourg, est un homme politique suisse, membre du Parti démocrate-chrétien.

## Biographie
Issu d'une ancienne famille de Fribourg, Dominique de Buman est licencié en droit de l'Université de Fribourg. Il est célibataire et capitaine à l'armée. 
Il a notamment été président de l'association Helvetia Latina, qui défend la pluralité culturelle et linguistique dans l'administration fédérale suisse, de 2009 à 2015. Il a aussi été président de la Fédération suisse du tourisme de 2009 à 2020 et des Remontées Mécaniques Suisses de 2010 à 2019.
Catholique pratiquant, Dominique de Buman préside par tradition familiale l’Abbaye des Maréchaux de Fribourg depuis 1992.

### Débuts en politique
Élu au Conseil communal de Fribourg en 1986, il y siège d'abord comme membre non permanent puis comme membre permanent dès 1994. Il dirige successivement les départements des sports, des finances et de l'administration générale. En janvier 1994, il devient syndic de Fribourg et assume cette fonction jusqu'au 17 août 2004.
Sur le plan cantonal, il siège au Grand Conseil fribourgeois de 1986 à 2003 ; il le préside en 2001.

### Conseiller national
En 2003, il est élu au Conseil national et devient vice-président du PDC suisse le 18 septembre 2004. Il siège successivement à la commission de la science, de l'éducation et de la culture puis à la commission de l'économie et des redevances ainsi qu'à la commission de gestion. Il reprend et fait aboutir un postulat de son collègue genevois Jean-Claude Vaudroz reconnaissant le génocide arménien par l'Empire ottoman en 1915.
En octobre 2007, il propose de supprimer les apparentements du jeu politique. Les partis n'auraient plus la possibilité de regrouper les listes électorales, par exemple entre le PDC et le Parti radical-démocratique. Il justifie sa proposition par le fait que « l'électeur ne sait plus pour qui il vote ».
Il lutte avant beaucoup d'autres contre l'usage des sacs en plastique. On dira de lui qu'il aura été totalement visionnaire, a déclaré la conseillère nationale Rebecca Ruiz. 
Le 7 août 2009, il annonce sa candidature à la succession de Pascal Couchepin au Conseil fédéral.
Le 15 janvier 2015, il n'est pas choisi pour l'élection au Conseil des États, par les délégués de son parti, qui lui préfèrent le conseiller d'État Beat Vonlanthen. Le 27 novembre 2017, il est élu à la tête du Conseil national et de l’Assemblée fédérale, par 160 voix sur 179 bulletins valables.
Il décide de ne pas se représenter aux élections fédérales de 2019. En 2020, il s'engage publiquement dans la campagne en faveur de l'initiative populaire « Entreprises responsables – pour protéger l’être humain et l’environnement ».

### Anniversaire de la ville de Fribourg
Par ailleurs, Dominique de Buman a présidé le comité chargé d'organiser la célébration du 850e anniversaire de la fondation de la ville de Fribourg en 2007, la Caisse d'épargne de la ville de Fribourg ainsi que la Caisse de prévoyance du personnel de la ville de 1991 à 2004. La mise en cause de la gestion de celle-ci — le degré de couverture n'atteignant que 32 % — entraîne la nomination d'une commission d'enquête dont le rapport n'épargne pas les représentants de l'exécutif dans le conseil de la caisse. Dominique de Buman est finalement blanchi de toute responsabilité pénale par le juge d'instruction le 27 août 2007. La justice reconnait que Dominique de Buman a fait preuve de négligence, qui est toutefois couverte par la prescription.

### Interviews
- « Dominique de Buman: la politique et la foi », sur cath.ch, novembre 2017 (consulté le 27 janvier 2021).